# Анастасія Ангальтська
Анастасія Ангальтська (нім. Anastasia von Anhalt), повне ім'я Анастасія-Луїза Александра Єлизавета Ютта Сибілла Марія-Августа Генрієтта Ангальтська (нім. Anastasia-Luise Alexandra Elisabeth Jutta Sibylle Marie-Auguste Henriette von Anhalt; нар. 22 грудня 1940) — принцеса Ангальту з династії Асканіїв, донька принца Ойгена Ангальтського та Анастасії Юнгмаєр, дружина титулярного короля Саксонії Марії Еммануїла.

## Біографія
Анастасія народилась 22 грудня 1940 року у Регенсбурзі під час Другої світової війни. Вона стала єдиною дитиною для принца Ойгена Ангальтського та його дружини Анастасії Юнгмаєр, з'явившись на світ за п'ять років після їхнього весілля. Її батько походив з дому Асканіїв і доводився молодшим братом титулярному правителю Ангальтського герцогства Йоакіму Ернсту.
Дитинство Анастасія провела у Штраубінгу в Баварії. Відвідувала середню школу при монастирі Цангберг у Мюльдорфі, ученицею якої за кілька десятиліть до цього була Зіта Бурбон-Пармська. Згодом навчалася у школі при монастирі Фрауенкімзеє, на однойменному острові на озері Кімзеє.
Після переїзду із родиною до Швейцарії у містечко Ля Тур-де-Пельц в 1961 році, познайомилася з саксонським принцом Марією Еммануїлом. Наступного року вони побралися. Вінчання 21-річної Анастасії та 36-річного Марії Еммануїла пройшло 23 червня 1962 у швейцарському містечку Веве, розташованому на березі Женевського озера. Після весілля принцеса прийняла католицтво.
У 1968 році Марія Еммануїл став титулярним королем Саксонії, однак як і батько, використовував титул маркграфа Мейсенського. Анастасія-Луїза виконувала належні їй представницькі обов'язки.
Не маючи власних дітей, пара у 1999 році всиновила племінника Марії Еммануїла, Александра де Афіфа. За два роки до цього всі представники чоловічої статі Альбертинської лінії Веттінів визнали права юнака, як майбутнього голови дому, та підписали відповідний документ. Втім, у 2002 році частина з них відмовилася від свого попереднього рішення.
У липні 2012 року чоловік Анастасії пішов з життя. Маркграфиня з того часу консультує та підтримує у їхній діяльності Александра де Афіфа та його дружину Ґізелу. Мешкає в Ля Тур-де-Пельц.

## Нагороди
St. Heinrichs Nadel (дім Веттінів).